# Odawara-juku

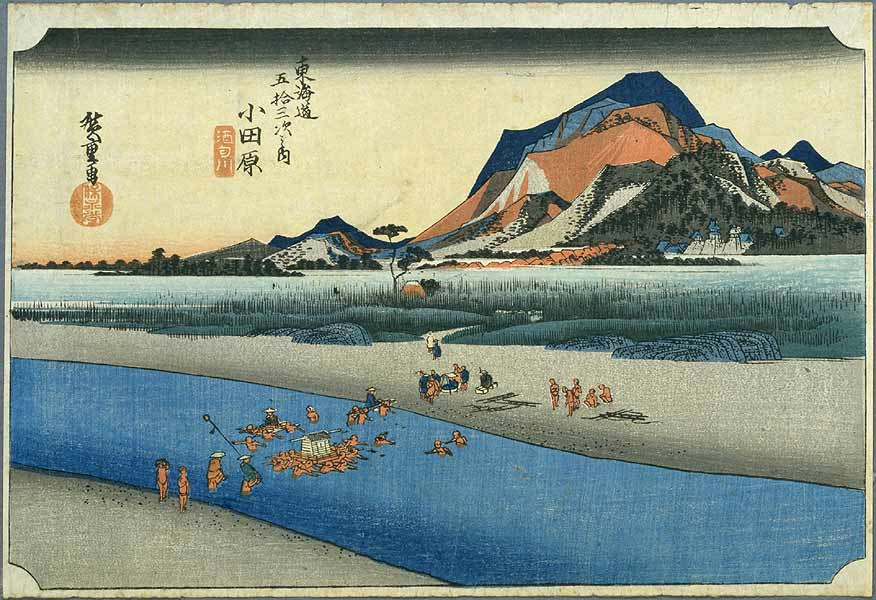
Odawara-juku dans les années 1830, estampe de Hiroshige de la série Les Cinquante-trois Stations du Tōkaidō.

Odawara-juku (小田原宿) est la neuvième des cinquante-trois stations du Tōkaidō. Elle est située dans la ville moderne d'Odawara, préfecture de Kanagawa au Japon. C'est la première shukuba dans une jōkamachi (ville-château) dans laquelle arrivent les voyageurs quand ils quittent Edo (à présent Tokyo) durant l'époque d'Edo.

## Histoire
Odawara-juku est établie entre les montagnes d'Hakone et la baie de Sagami, près du château d'Odawara. Située près des rives de la rivière Sakawa, Odawara-juku est une station très connue. Les restes de Dame Kasuga y seraient conservés.